# Expediciones de España en el Pacífico Noroeste
Los derechos territoriales españoles sobre Alaska y la costa oeste de América del Norte databan de la bula papal de 1493 y del Tratado de Tordesillas, que asignaron a España todo el territorio de América tras su descubrimiento en 1492. En 1513, los derechos españoles se reforzaron cuando el explorador español Vasco Núñez de Balboa cruzó el istmo de Panamá y descubrió el océano Pacífico, tomando posesión de todas las tierras bañadas por ese océano para la Corona de España. Sin embargo, la conquista española del territorio al norte de México no comenzó hasta el siglo XVIII, cuando se fundaron misiones y asentamientos en la costa norte de Las Californias (California).
A partir del siglo XVIII, algunos comerciantes de pieles británicos y rusos se adentraron en territorios españoles, incorporados a la Corona según los actos de soberanía de la época. El rey Carlos III de España y posteriormente sus sucesores, enviaron una serie de expediciones a las costas de las actuales Canadá y Alaska, entre 1774 y 1793, para defender los derechos españoles y contener la colonización ilegal de británicos y rusos. En aquella época de la historia, el primer avistamiento o descubrimiento de un territorio, con sus correspondientes actos de soberanía, daban titularidad a una nación sobre un territorio, o legitimidad para reclamarlo como propio ante otras naciones.

## Antecedentes
La reivindicación de soberanía española sobre Alaska y toda la costa noroeste del Pacífico norteamericano se remonta a una bula papal de 1493 (Inter caetera) y a los derechos contenidos en el Tratado de Tordesillas de 1494. Estos tratados dieron a España derechos exclusivos para colonizar el hemisferio occidental (salvo parte del actual Brasil), incluida la costa occidental de América del Norte. La primera expedición europea que alcanzó dicha costa fue la del español Vasco Núñez de Balboa, que llegó a la costa pacífica de Panamá en 1513. Balboa tomó posesión solemne de las aguas del océano Pacífico y todas sus tierras adyacentes para la Corona española. Este acto de soberanía, común en la Europa de aquella época, consolidó el derecho territorial español sobre la costa pacífica de América.
Dedicando los mayores recursos y esfuerzos a la colonización del resto de América, Filipinas, y otros archipiélagos del Pacífico, el Imperio español no envió expediciones al extremo norte de la costa pacífica de América hasta finales del siglo XVIII. Fue entonces cuando empezaron a llegar noticias de las intenciones del Imperio Ruso de establecer asentamientos en dichos territorios de titularidad española, así como de la llegada de británicos, deseosos de comerciar con Asia. España respondió organizando varias expediciones militares a esas latitudes noroccidentales. Su objetivo era estudiar el alcance de la invasión de rusos y británicos, y expulsarlos de confirmarse su presencia, así como crear asentamientos españoles permanentes.

## Expedición de Pérez Hernández (1774)
A principios de 1774, el entonces virrey de la Nueva España, Antonio María Bucareli y Ursúa, ordenó explorar la costa del Pacífico Noroeste con el objetivo de llegar a los 60° de latitud norte (cerca de la latitud de la actual ciudad alasqueña de Córdova) para descubrir posibles asentamientos de comerciantes rusos de pieles y volver a reafirmar la posición española a lo largo de dicha costa. Los rumores sobre esos comerciantes de pieles rusos fueron la causa de que los españoles enviasen la fragata Santiago (alias Nueva Galicia) al norte bajo el mando de Juan José Pérez Hernández, con una tripulación formada por 86 hombres, la mayoría españoles de origen mexicano. A Pérez se le dieron instrucciones explícitas para que tratase a todos los nativos con respeto, y para establecer relaciones amistosas con cualquier nativo encontrado. Pérez iba acompañado por fray Joan Crespí Fiol y el padre Tomás de la Peña Saravia.
El Santiago zarpó de la base naval de San Blas (en el actual estado de Nayarit, en México) el 24 de enero de 1774 y tras pasar por la isla de Nutca (en los 49,6°N, una pequeña isla costera de la costa occidental de la gran isla de Vancouver) en julio llegó a los 54°40'N, justo al lado de la punta noroeste de la isla de Lángara, una pequeña isla costera situada en el extremo septentrional de las islas de la Reina Carlota. Allí entablaron contacto con un grupo de nativos haida, pero no desembarcaron. Debido a la falta de provisiones y a la mala salud de su tripulación, Pérez puso rumbo al sur en este punto a pesar de las órdenes del virrey de alcanzar los 60°N. Estaba de regreso en el Estrecho de Nutca el 7 de agosto de 1774, y realizó frecuentes contactos con los nativos tlingit, incluyendo el primer comercio de mercancías. Una vez más, no bajaron a tierra, esta vez debido al mal tiempo que casi vara el buque. Pérez siguió a Monterrey, adonde llegó el 28 de agosto de 1774. Después de una breve estancia, continuó hacia el sur y llegó a San Blas el 5 de noviembre, completando así su expedición, tras más de nueve meses de viaje.

## Expedición de Heceta y La Bodega y Quadra (1775)

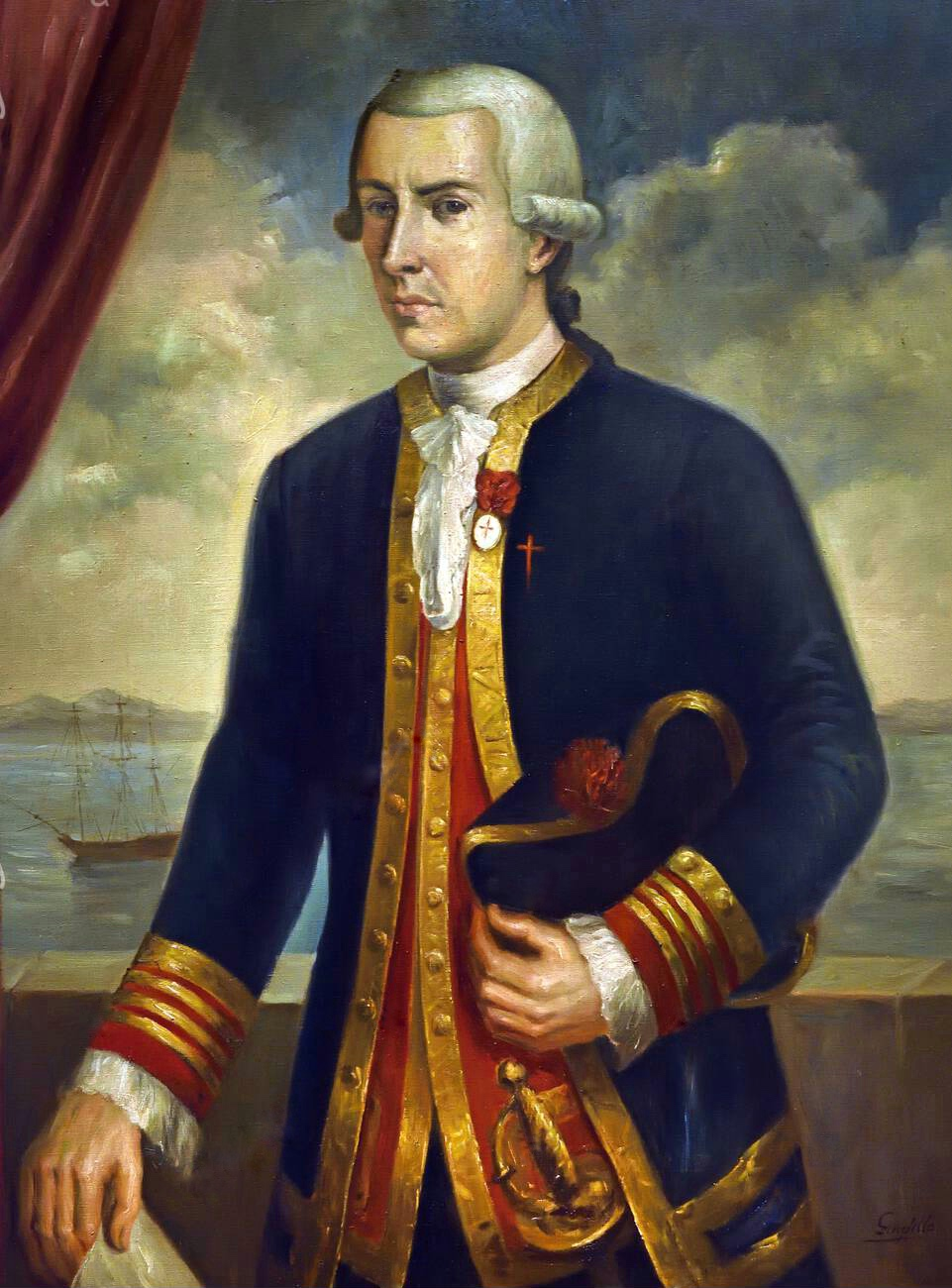
Juan Francisco de la Bodega y Quadra, circa 1785.

El virrey Bucareli, ya que la primera expedición no había llegado tan al norte como se había planeado, se decidió organizar una segunda expedición. Por esas fechas, ya habían llegado a la base naval de San Blas, un grupo de oficiales recién titulados en las mejores academias navales de España, y que habían sido expresamente asignados con el fin de ayudar a completar esta importante expedición. El virrey puso al mando al teniente Bruno de Heceta y Juan Pérez participaría nuevamente, esta vez como segundo al mando y piloto.
La expedición, compuesta por 160 hombres, de nuevo en su mayoría españoles de origen mexicano, iba equipada para un año y partió el 16 de marzo de 1775 con el objetivo esta vez de llegar hasta los 65ºN, descubrir los asentamientos rusos y tomar posesión de las tierras descubiertas para la Corona. Iban tres barcos: el Santiago, con 90 hombres y capitaneado por el propio Heceta y como segundo con Pérez; el paquebote San Carlos, capitaneado por Miguel Manrique, que llevaba suministros para la expedición; y el Sonora, oficialmente el Nuestra Señora de Guadalupe, un barco de escolta y abastecimiento inicialmente al mando de Juan Manuel de Ayala y luego comandada por Juan Francisco de la Bodega y Quadra, el único oficial español de origen peruano de la expedición. Esta goleta, de 11 m y con una tripulación de 16 hombres, había sido expresamente acondicionada para afrontar las fuertes olas y los vientos implacables de las zonas de bancos de arena y arrecifes, y serviría de complemento para llevar a cabo el reconocimiento y los levantamientos cartograficos de la costa, y podría tocar tierra en los lugares en que el Santiago, mucho mayor, había sido incapaz de hacerlo en su viaje anterior. De esta manera, la expedición podía reclamar oficialmente todas las tierras al norte de México que visitase.
A los tres días de partir el capitán del San Carlos, Miguel Manrique, supuestamente enloqueció. Heceta transfirió a Ayala al mando y le ordenó regresar a San Blas para que recibiese atención y luego reincorporarse a la expedición. A De la Bodega y Quadra se le encomendó la pequeña Sonora con Francisco Antonio Mourelle como piloto, y los dos forjaron una amistad fuerte y duradera. Tras regresar a San Blas, el San Carlos repostó en Monterrey (California), pero no logró alcanzar al resto de la flota y Ayala decidió explorar la zona de la bahía de San Francisco, siendo su tripulación los primeros europeos conocidos que entraron en ella. A mediados de septiembre regresaron a San Blas.
Los otros dos barcos, el Santiago y la Sonora, navegaron juntos hacia el norte, aunque el Sonora demostró ser peor barco de lo esperado en aguas abiertas, debiendo de ser incluso remolcado en ocasiones por el Santiago. A pesar de una travesía difícil y sinuosa, los barcos avistaron finalmente la costa de California el 9 de junio de 1775. Anclaron en la bahía durante dos días, comerciaron con los indios, y reclamó formalmente lo que hoy es la bahía de Trinidad antes de zarpar de nuevo.

### Toma formal de posesión
Siguieron navegando y el 11 de julio volvieron a avistar tierra, esta vez una tierra verde e irregular, la costa del actual estado de Washington. Anclaron en una bahía y el Sonora, más próximo a la costa, fue abordado por nueve canoas de nativos quinault, que les recibieron amistosamente y les conminaron a ir a tierra y con quienes intercambiaron regalos.
El 12 de julio, un grupo selecto de hombres del Santiago —el comandante Heceta, el padre Benito de la Sierra, don Cristóbal Revilla, el cirujano don Juan González y Juan Pérez— realizaron un desembarco para llevar a cabo el acto formal de la posesión. Llegaron con éxito a la costa y se convirtieron en los primeros no-indios que ponían sus pies en lo que hoy es el estado de Washington y tomaron formalmente posesión de esa tierra. De ese modo podría ser oficialmente considerada como parte de México y parte del Reino de España. En una ceremonia, Heceta nombró el lugar de desembarco como rada de Bucareli, en honor del virrey (ahora se conoce como bahía Grenville, estado de Washington). Aproximadamente una hora después de tomar posesión, la pequeña lancha regresó rápidamente a la seguridad de los grandes buques. El acto fue un acontecimiento histórico, pero que quedó ensombrecido ese mismo día cuando el Santiago quedó atrapado en una zona de bajíos rocosos y debió de esperar a una nueva marea, a una distancia de una milla. Desde el Sonora, Bodega envió un grupo de desembarco de siete miembros para obtener agua dulce y leña. Cuando la pequeña lancha llegó a tierra, unos 300 guerreros quinault surgieron del bosque y masacraron a los siete tripulantes. Bodega lo vio con horror a través de su catalejo, pero no pudo hacer nada. Varios nativos remaron luego en canoas y trataron de subir a bordo del pequeño Sonora. Bodega ordenó entonces disparar y mató e hirió a varios de los quinault de las canoas, y con una trabajosa maniobra dada la pequeña tripulación restante, logró reunirse con el Santiago, que no había advertido la refriega. Ambos capitanes decidieron no tomar represalias —tenían órdenes de «no ofender a los indios y hacer uso de las armas sólo en defensa propia»— y continuar la expedición. Transfirieron seis hombres a la Sonora, nombraron el lugar como punta de los Mártires y prosiguieron rumbo hacia el norte.
El escorbuto había debilitado tanto la tripulación del Santiago que los barcos se separaron en la tarde-noche oscura del 29 de julio de 1775. El Santiago siguió rumbo norte hasta lo que hoy es la frontera entre el estado de Washington y Canadá, que alcanzó el 11 de agosto. En su viaje de vuelta al sur en el Santiago y con una tripulación reducida, Heceta descubrió una gran bahía que penetraba hacia el interior. Trató de navegar en ella, pero las fuertes corrientes lo impidieron, incluso desplegando completamente las velas. Su tripulación era tan reducida que no podían manejar el ancla para esperar mejores condiciones. Escribió que las corrientes turbulentas lo llevaron a creer que era la boca de un gran río o un pasaje hacia otro mar. Más tarde, adivinó lo que es el estrecho de Juan de Fuca. Llamó a la entrada de la bahía como Bahía de la Asunción (dado que en esa semana se celebrada la correspondiente fiesta religiosa) y realizó un mapa de lo que podía distinguir aguas afuera de la barra del río, que más adelante resultará ser el río Columbia. Más tarde, los mapas españoles a menudo mostraban el estuario del río Columbia, con el nombre de Entrada de Hezeta, Río de San Roque, y variantes similares.

#### El viaje de laSonora
El Sonora, con Bodega y Quadra al mando, tras separarse se encaminó hacia la costa, que siguió hacia el norte hasta alcanzar el 15 de agosto las aguas del Sitka Sound, cerca de la población actual de Sitka, en Alaska. Allí los españoles realizaron numerosos «actos de soberanía», nombrando y reclamando el puerto de Bucareli (en el Bucareli Sound), el puerto de los Remedios y el monte San Jacinto (renombrado como monte Edgecumbe por el explorador británico James Cook, tres años después). Siguieron hacia el norte hasta que en última instancia llegaron hasta una posición en la latitud 59°Norte, casi la estipulada en sus órdenes, y el 8 de septiembre, decidieron reemprender rumbo al sur, con la tripulación y su comandante enfermos y sufriendo de escorbuto dada la carencia de alimentos. Con sólo dos marineros sanos a bordo, el Sonora, ancló finalmente en la bahía de Monterey el 7 de octubre , cinco semanas después de que lo hubiese hecho Heceta con el Santiago. Bodega y Quadra y Mourelle (su segundo piloto), y una inexperimentada tripulación nativa del actual México, habían logrado sobrevivir a numerosos peligros en su pequeño barco.
Bodega y Mourelle tuvieron que ser llevados a tierra para recuperarse. Durante las siguientes semanas los dos comandantes y la tripulación del Sonora recobraron la salud gracias a los misioneros y a sus compañeros del Santiago. El 1 de noviembre ambos barcos partieron nuevamente y juntos se dirigieron al sur a San Blas, para informar de sus aventuras y logros al virrey y a Carlos III, rey de España. El 3 de noviembre Juan Pérez falleció de escorbuto y se le hizo un sepelio en el mar, con una misa, una salva de disparos y un cañonazo final. Fue considerado un verdadero héroe, después de haber dirigido las expediciones europeas por tierras desconocidas y será la inspiración para que otros le siguieran.

## Expedición de Arteaga y Bodega y Quadra (1779)

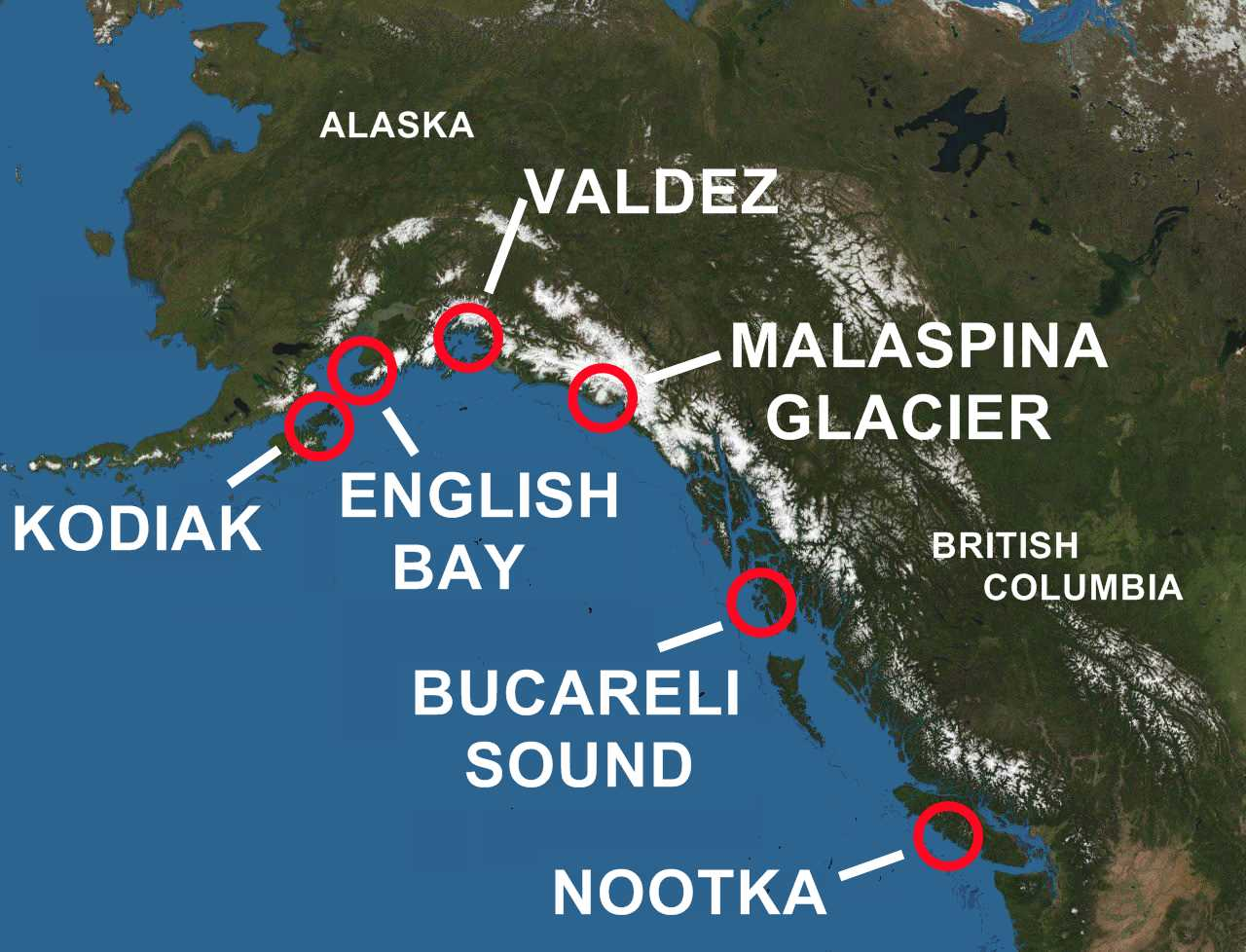
Exploraciones españolas en la costa de Alaska y la Columbia Británica

Un tercer viaje tuvo lugar en 1779 bajo el mando de Ignacio de Arteaga al mando de una reducida flota de solamente dos corbetas: la Favorita, al mando directo de Arteaga, y La Princesa, comandada por Bodega y Quadra. Con Arteaga, en el Favorita, iban Fernando Quirós y Miranda, como segundo oficial, Juan García, como cirujano, José Camacho, como piloto y Juan Pantoja y Arriaga, como segundo piloto. Con Bodega y Quadra, en La Princesa, Francisco Antonio Mourelle, segundo oficial, Mariano Núñez Esquivel, cirujano, José Cañizares, piloto y Juan Bautista Aguirre, segundo piloto. Los objetivos de la expedición eran evaluar la penetración de los rusos en Alaska, la búsqueda de un paso del Noroeste, y la posible captura de James Cook si lo encontraban en aguas españolas, ya que España sabía de las exploraciones que había realizado Cook el año anterior a lo largo de la costa del noroeste del Pacífico. En junio de 1779, mientras se desarrollaba la expedición de Arteaga, España entró en la Guerra de Independencia de los Estados Unidos como aliado de Francia, precipitando en paralelo la Guerra anglo-española, que continuó hasta 1783 cuando se firmó el Tratado de París. Arteaga no encontró rastros de la flota de Cook, que además había sido asesinado en Hawái en febrero de ese mismo año 1779.
Las dos fragatas navegaron directamente desde San Blas hasta la bahía de Bucareli (en la actual Alaska). El viaje, de 81 días, fue relativamente rápido, dejando tiempo para realizar más exploraciones. Arteaga y de la Bodega y Quadra estudiaron cuidadosamente la bahía de Bucareli y luego se dirigieron al norte, hasta el actual Port Elches, en la isla Hinchinbrook, cerca de la entrada del Prince William Sound. Mientras los barcos estaban anclados, Arteaga tomó una partida y desembarcó para realizar una ceremonia de posesión formal. Todos los oficiales y capellanes bajaron a tierra en procesión, se erigió una gran cruz mientras los cañones y mosquetes dispararon varias salvas. Se cantó el Te Deum, seguido de una letanía y varias oraciones. Después de la prédica de un sermón, se celebró el acto formal de posesión, firmado por los oficiales y los capellanes. Arteaga bautizó el sitio como Puerto de Santiago, en conmemoración de Santiago, el santo patrón de España, que se festeja el 25 de julio. Ese título de Puerto de Santiago fue importante años más tarde, ya que constituyó la base de la alegación de España de la soberanía en el Pacífico norte hasta los 61º17'N, y fue el punto más septentrional alcanzado por los españoles.
Arteaga y Bodega y Quadra también exploraron la ensenada de Cook y la península de Kenai, donde celebraron una ceremonia de toma de posesión el 2 de agosto de 1779, en lo que hoy se llama Port Chatham. A lo largo de la travesía, las tripulaciones de ambos buques sufrieron muchas penalidades, incluyendo la escasez de alimentos y el escorbuto y debido a ello, Arteaga decidió regresar al sur. El 8 de septiembre, los barcos se reunieron y comenzaron el viaje de regreso a San Blas sin haber encontrado a los rusos.
Aunque los españoles eran normalmente reservado acerca de sus viajes de exploración y los descubrimientos realizados, el viaje de 1779 de Arteaga y Bodega y Quadra se dio a conocer ampliamente. La Perouse obtuvo una copia de su mapa, que fue publicado en 1798. El diario de Mourelle fue adquirido y publicado en Londres en 1798 por Daines Barrington.
Después de estos tres viajes de exploración a Alaska en los siguientes cinco años no se hicieron más expediciones españolas al noroeste del Pacífico, que se reiniciaron en 1788, después de que el Tratado de París pusiese fin a la guerra entre España y Gran Bretaña. Durante la guerra España dedicó el puerto de San Blas al esfuerzo de guerra en las Filipinas y los viajes de exploración fueron suspendidos. El apoyo de la Alta California, que dependía de San Blas, fue mínimo. En 1786 la Alta California se había vuelto casi autosuficiente y cuando la paz con Gran Bretaña fue restaurada, se hicieron de nuevo posibles más viajes a Alaska.

## Expedición de Martínez y Haro (1788)
En marzo de 1788, fueron enviados al norte dos barcos desde San Blas para investigar la actividad de los rusos. Esteban José Martínez, en el Princesa, estaba al mando de la expedición, acompañado por el San Carlos a las órdenes de Gonzalo López de Haro, con José María Narváez como piloto. Los barcos llegaron al Prince William Sound en mayo. Buscando evidencias del comercio de pieles ruso las naves se dirigieron hacia el oeste. En junio Haro alcanzó la isla de Kodiak y supo por los indígenas que había un puesto ruso cerca.
El 30 de junio de 1788, Haro envió a Narváez en un bote a buscar el puesto ruso en Three Saints Bay. Narváez encontró el puesto, convirtiéndose en el primer español en entrar en contacto con un gran contingente de rusos en Alaska. Narváez se reunió con el comandante ruso, Evstrat Delarov y le llevó de regreso al San Carlos para que se entrevistase con Haro; luego lo devolvió a su puesto de avanzada. Delarov dio a Narváez un mapa ruso de la costa de Alaska y le indicó la ubicación de los siete puestos rusos que tenían ya cerca de 500 hombres. Delarov también le dijo a Narváez que los rusos querían ocupar el Nootka Sound, en la costa oeste de isla de Vancouver.
Después del encuentro, Haro navegó hacia el este y se unió a Martínez en la isla Sitkinak. Con la información proporcionada por Delarov, la expedición viajó a la isla de Unalaska, donde había un importante puesto ruso, también llamado Unalaska, Bajo el mando de Potap Kuzmich Zaikov. Martínez llegó el 29 de julio y Haro lo hizo el 4 de agosto. Zaikov dio a Martínez tres mapas que comprendían las islas Aleutinas. También le confirmó que los rusos tenían previsto tomar posesión de Nootka Sound al año siguiente. Zaikov le explicó que dos fragatas rusas estaban ya en camino, y una tercera iba a navegar hasta el Nootka Sound. Se estaba refiriendo a la expedición de 1789 de Joseph Billings, pero exagerando mucho su misión. La visita a Unalaska marca el punto más occidental alcanzado durante los viajes españoles en la exploración de Alaska.
La expedición española dejó Unalaska el 18 de agosto de 1788, emprendiendo rumbo sur hacia California y México. Debido al creciente conflicto entre Martínez y Haro, los barcos perdieron el contacto a los tres días, navegando hacia el sur por separado. Martínez permitió esto, pero ordenó a Haro reunirse con él en Monterey, California. Pero durante el viaje al sur Haro, con el apoyo de Narváez y los otros pilotos, declaró que su barco ya no estaba bajo el mando de Martínez y navegaron de regreso a San Blas por su cuenta, llegando el 22 de octubre de 1788. Martínez pasó un mes en Monterrey en espera de Haro y llegó a San Blas en diciembre, encontrándose frente a varios cargos por un liderazgo irresponsable. Pronto recuperó el favor y fue puesto a cargo de una nueva expedición para ocupar el Nootka Sound antes de que los rusos lo hicieron. Esta expedición tuvo lugar en 1789 y culminó en la conocida como crisis de Nootka.

## Asentamientos en el estrecho de Nutca (1789)

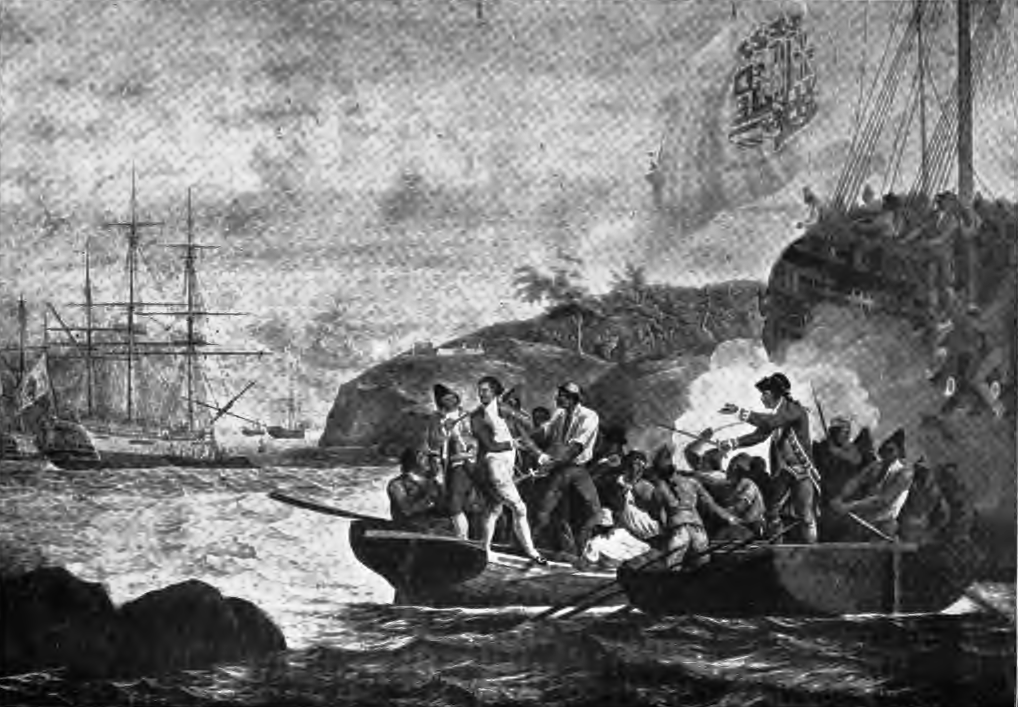
Incautación del capitán Colnett durante la crisis de Nutca en 1789

Después del viaje a Alaska de 1788, Martínez y Haro recibieron la orden de tomar posesión de forma preventiva del estrecho de Nutca antes de que los rusos o los británicos pudieran hacerlo. Los sucesos en el Nootka Sound en 1789 llevaron a la conocida como Crisis de Nootka. Durante el verano de 1789 Martínez envió a José María Narváez a explorar el estrecho de Juan de Fuca en el Santa Gertrudis la Magna (anteriormente la Northwest America, un barco británico capturado antes por Martínez en Nootka Sound). Narváez encontró la boca del estrecho de Juan de Fuca y le pareció una entrada muy grande con muchas esperanzas para realizar una exploración más detallada. A finales del año Martínez abandonó el estrecho de Nutca.

## Expedición de 1790 a la base española en el estrecho de Nutca
La crisis de Nutca se convirtió en un grave incidente internacional que casi lleva a la guerra entre España y Gran Bretaña. A medida que el proceso se desarrollaba, el virrey de la Nueva España decidió que era importante establecer una base permanente en estrecho de Nutca. Tres barcos navegaron al estrecho de Nutca, con Francisco de Eliza como comandante general y capitán de la Concepción. Manuel Quimper capitaneaba el Princesa Real (el nombre español de un antiguo barco británico, el Princess Royal, capturado por Martínez en 1789) y Salvador Fidalgo el San Carlos. En el estrecho de Nutca se construyó el asentamiento de Santa Cruz de Nuca, así como el fuerte de San Miguel, ocupado por soldados de la Primera Compañía Franca de Voluntarios de Cataluña, al mando de Pedro Alberni. Después de conseguir establecer el asentamiento, Eliza envió a Fidalgo y Quimper en viajes de exploración: Fidalgo fue enviado al norte y Quimper al sur.

## Expedición de Fidalgo (1790)
En 1790, el explorador español Salvador Fidalgo tomó el mando de la San Carlos y se dirigió a Alaska, visitando y nombrando la bahía de Cordova y Puerto Valdez, en el Prince William Sound. En ambos lugares se realizaron actos de soberanía. Fidalgo entró en la ensenada de Cook y encontró el puesto ruso de Pavlovskaia, un puesto de la Compañía Pavel Lebedev-Lastochkin en la desembocadura del río Kenai. Fidalgo no se detuvo en el puesto sino que continuó hacia el oeste hasta la isla de Kodiak, donde encontró el puesto de Shelikov. Fidalgo se trasladó luego a la colonia rusa en Alexandrovsk (hoy bahía de inglés o Nanwalek, Alaska), al suroeste del actual hoy Anchorage , en la península de Kenai, donde de nuevo, Fidalgo afirmó la reclamación española de la zona mediante la realización de una ceremonia formal de soberanía.

## Expedición de Quimper (1790)
En 1790 Manuel Quimper, con los oficiales López de Haro y Juan Carrasco, navegó el Princesa Real en el estrecho de Juan de Fuca, prosiguiendo el viaje de Narváez del año anterior. Quimper navegó hacia el extremo oriental del estrecho de Juan de Fuca, descubriendo las islas de San Juan y muchos estrechos y ensenadas. Teniendo limitado el tiempo, tuvo que regresar a Nootka sin estudiar a fondo varios estrechos y ensenadas prometedoras. Los vientos contrarios hicieron imposible la navegación del pequeño barco a Nootka, por lo que Quimper puso rumbo al sur de regreso a San Blas.

## Expedición de Eliza (1791)
En 1791 Francisco de Eliza recibió la orden de continuar la exploración del estrecho de Juan de Fuca. El viaje consistió en dos embarcaciones: Eliza ibra a cargo del San Carlos, con Pantoja como piloto. Narváez comandaba el Santa Saturnina, con Carrasco y Verdia como pilotos. Durante la travesía, descubrieron el estrecho de Georgia y Narváez realizó una exploración rápida de su mayor parte. Eliza navegó con la San Carlos de nuevo al Nootka Sound, pero el Santa Saturnina, al mando de Carrasco, no logró llegar a Nootka y en su lugar navegó al sur hacia Monterey y San Blas. Carrasco se reunió en Monterrey con Alejandro Malaspina y le informó sobre el descubrimiento del estrecho de Georgia. Esta reunión llevó directamente a la travesía de 1792 de Galiano y Valdés.

## Expedición de Malaspina y Bustamante (1789-94)

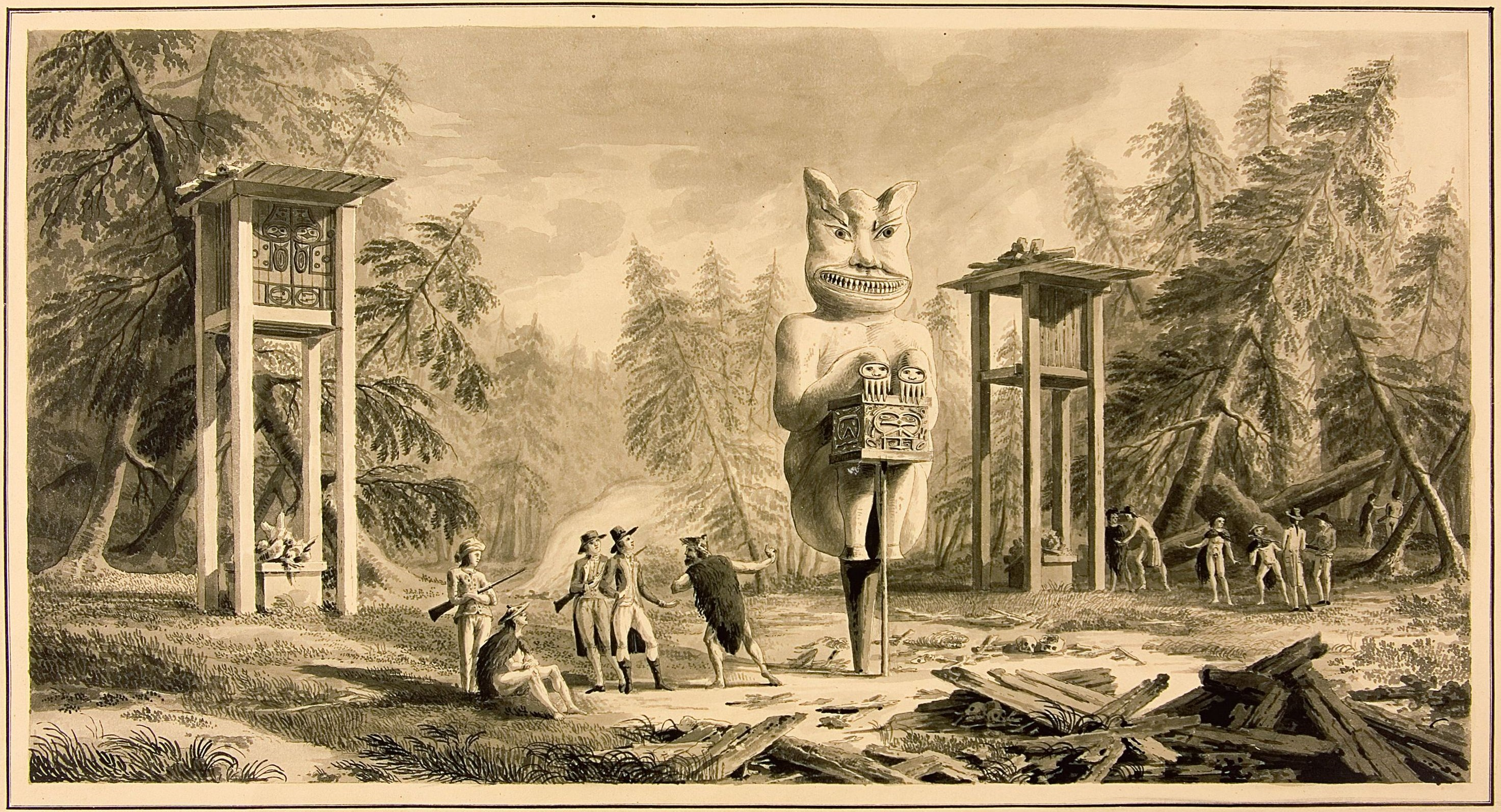
Pira y sepulcros del la familia del actual Ankau en el puerto de Mulgrave, dibujo de Fernando Brambila, participante en el Viaje Científico y Político Alrededor del Mundo (1789-1794), más conocido como Expedición Malaspina-Bustamante. La expedición recopiló las primeras descripciones etnográficas de los nativos de la zona Noroeste americana (costa oeste de Canadá y Alaska.

El rey de España dio a Alejandro Malaspina y a José de Bustamante y Guerra el mando de una expedición científica alrededor del mundo con dos corbetas, la Descubierta y la Atrevida. Una de las órdenes del rey era investigar la existencia de un posible pasaje del Noroeste. La expedición también debía de buscar oro, piedras preciosas, y cualquier asentamiento, británicos o ruso, a lo largo de la costa noroeste de América. Al llegar a Alaska en 1791, Malaspina y Bustamante reconocieron la costa hasta el Prince William Sound. En la bahía Yakutat, la expedición contactó con los tlingit. Los estudiosos españoles hicieron un estudio de la tribu, recabando información sobre costumbres sociales, lengua, economía, métodos de guerra y prácticas funerarias. Los artistas que acompañaban la expedición, Tomás de Suria, Fernando Brambila y José Cardero, retrataron a miembros de la tribu y recogieron escenas de la vida diaria Tlingit. El glaciar Malaspina, entre la bahía de Yakutat y la bahía Icy, fue nombrado posteriormente en honor de Alejandro Malaspina.

## Expedición de Galiano y Valdés (1792)
En el año 1792, Dionisio Alcalá Galiano, en el Sutil, y Cayetano Valdés y Flores, en el Mexicana, zarparon de San Blas rumbo al Nootka Sound, y a continuación, circunnavegaron la isla de Vancouver. Un relato de este viaje de Galiano y Valdés, curiosamente, se publicó en España y fue ampliamente promovido, oscureciendo el viaje más importante de Malaspina, que se había convertido en un prisionero político poco después de regresar a España.

## Expedición de Caamaño (1792)
Jacinto Caamaño, comandante de la fragata Aránzazu, navegó a la bahía de Bucareli en 1792, llevando a Juan Pantoja y Arriaga como piloto. Caamaño llevó a cabo un estudio detallado de la costa sur del Nootka Sound en la actual isla de Vancouver. En 1792 gran parte de la costa ya había sido visitada por exploradores europeos, pero algunas áreas había sido pasadas por alto, como la parte sur de isla Príncipe de Gales. Numeroso nombres de lugares nombrados por Caamaño en la zona han sobrevivido, como la bahía de Córdoba, el canal de Revillagigedo, las bocas de Quadra, y en lo que ahora se llama paso Caamaño, la isla Zayas (el nombre de su segundo piloto, Juan Zayas).
Ningún informe sobre el viaje Caamaño fue publicado hasta mucho después y sus descubrimientos permanecieron ignorados, aunque George Vancouver, al parecer, se habría reunido con Caamaño y obtenido copias de sus mapas, sobre todo de las zonas al norte de la entrada de Dixon. Vancouver más tarde incorporó algunos de los nombres de los lugares bautizados por Caamaño en su atlas.

## Expedición de Eliza y Martínez y Zayas (1793)
En 1793 Francisco de Eliza y Juan Martínez y Zayas reconocieron la costa entre el estrecho de Juan de Fuca y la bahía de San Francisco. También exploraron la desembocadura del río Columbia.

## Legado

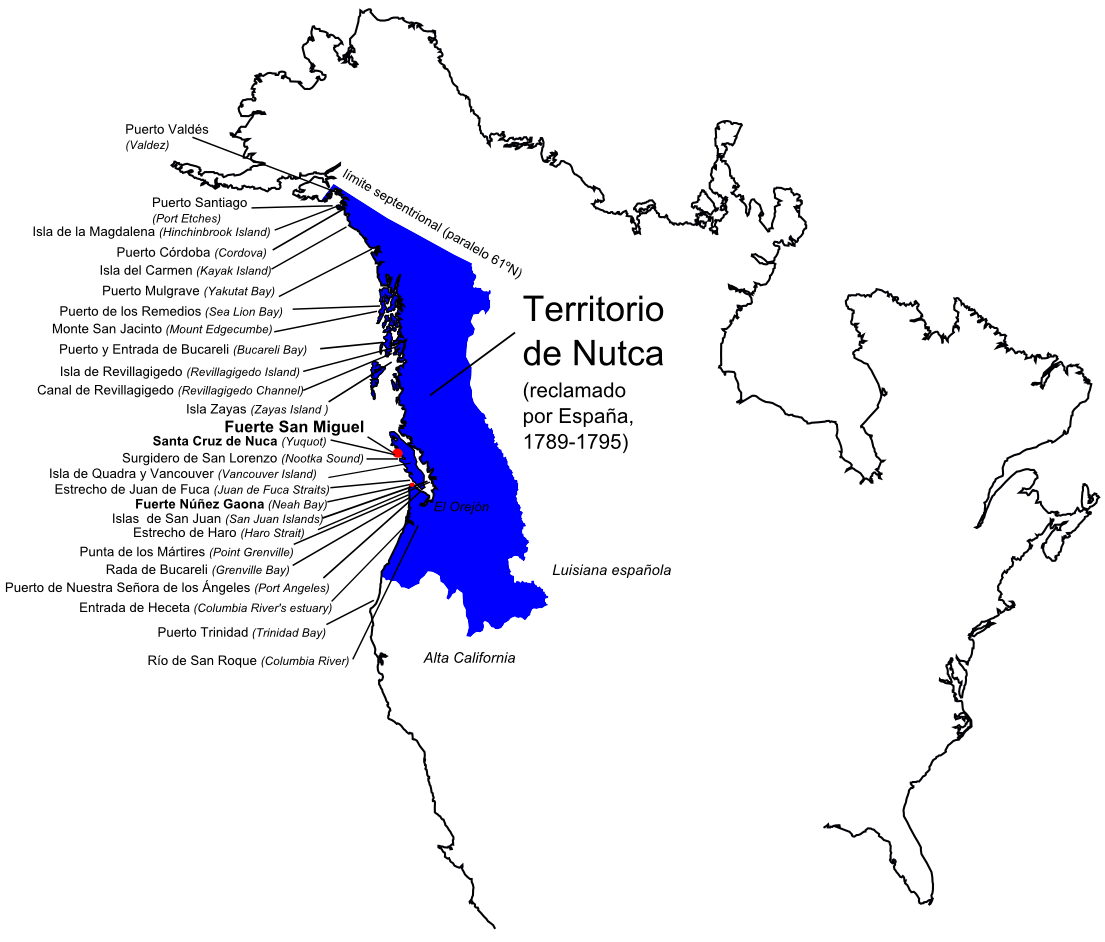
Territorio de Nutca (reclamaciones territoriales de España en la Costa Oeste de Norteamérica,) y toponimia española

Al final, España se retiró del Pacífico Norte y transfirió sus reclamaciones en la región a los Estados Unidos en el Tratado Adams-Onís de 1819. Hoy en día, el legado de España en Alaska y el Noroeste del Pacífico perdura en una serie numerosa de nombres de lugares, como el glaciar Malaspina, la isla de Revillagigedo, o las ciudades de Valdez y Cordova, además de otros muchos accidentes menores. Además, cerca de Nutca, se han evidenciado en las tradiciones orales casos de mestizaje, como informa algún jefe indio en el documental de TVE "La expedición Malaspina".